# Liste der Baudenkmäler in Langerringen

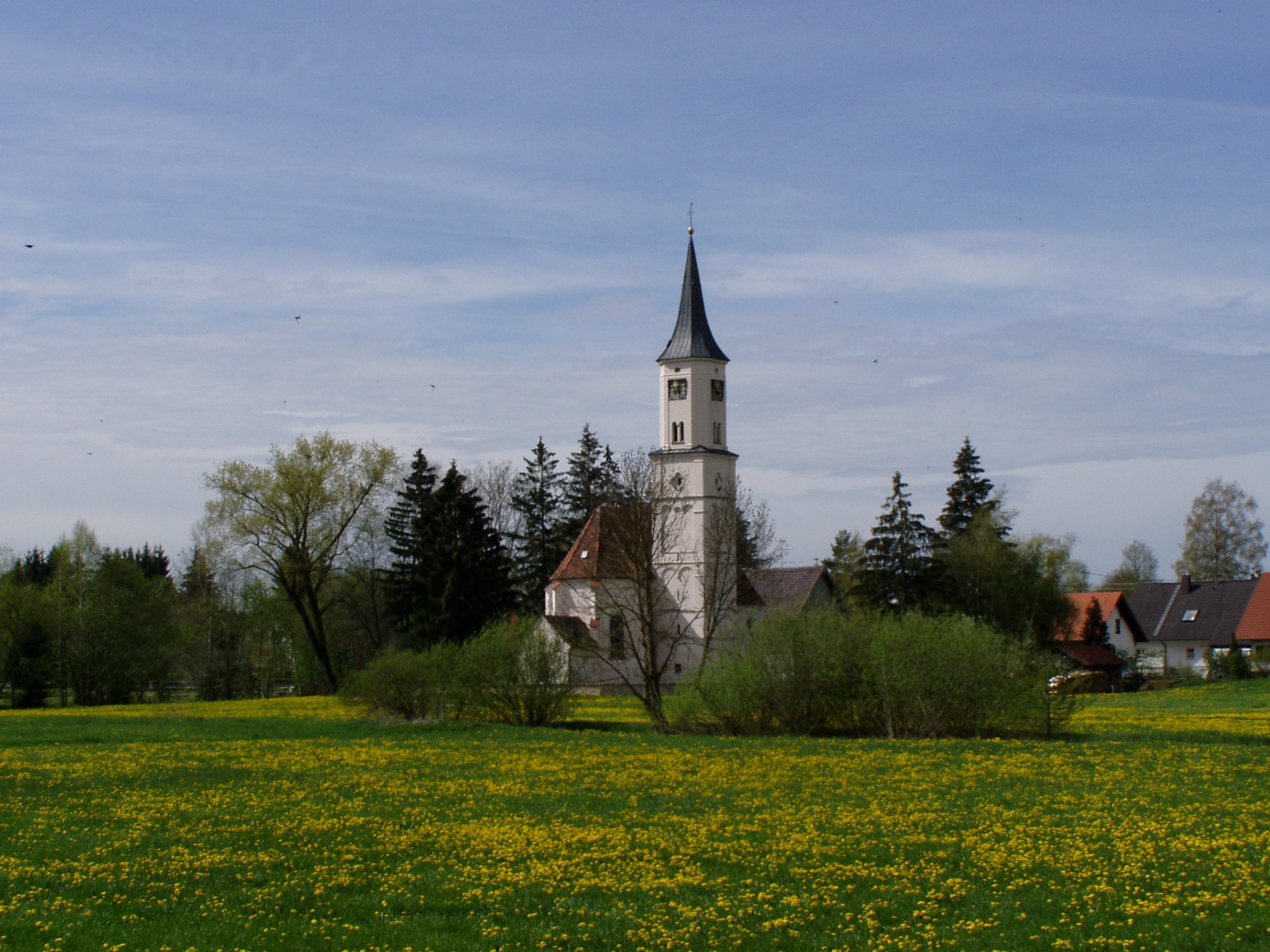
Westerringen mit St. Vitus

Auf dieser Seite sind die Baudenkmäler in der schwäbischen Gemeinde Langerringen zusammengestellt. Diese Tabelle ist eine Teilliste der Liste der Baudenkmäler in Bayern. Grundlage ist die Bayerische Denkmalliste, die auf Basis des Bayerischen Denkmalschutzgesetzes vom 1. Oktober 1973 erstmals erstellt wurde und seither durch das Bayerische Landesamt für Denkmalpflege geführt wird. Die folgenden Angaben ersetzen nicht die rechtsverbindliche Auskunft der Denkmalschutzbehörde.

## Baudenkmäler nach Ortsteilen

### Langerringen
| Lage                                                     | Objekt                                 | Beschreibung | Akten-Nr.     | Bild                                   |
| -------------------------------------------------------- | -------------------------------------- | --- | ------------- | -------------------------------------- |
| Augsburger Straße (bei Nr. 53) (Standort)                | Bildstock                              | Rundbogennische mit Satteldach und Firstaufsatz über quadratischem Sockel, mit Schmerzensmann von um 1700, Mitte 19. Jahrhundert. | D-7-72-170-4  | Bildstock                              |
| Buchloer Straße 14 (Standort)                            | Bauernhaus                             | zweigeschossiger Mitterstallbau mit Satteldach und Giebelgesimsen, 1. Drittel 19. Jahrhundert. | D-7-72-170-6  | Bauernhaus                             |
| Gualbert-Wälder-Straße 1 (Standort)                      | Ehemaliges Amtshaus                    | zweigeschossiger Massivbau mit Steilsatteldach, Gesimsgliederung, Giebelgesimsen und zweigeschossiger Aufzugsgaube, 17./18. Jahrhundert. | D-7-72-170-7  | Ehemaliges Amtshaus                    |
| Gualbert-Wälder-Straße 12 (Standort)                     | Evangelisch-Lutherische Johanneskirche | Saalbau mit Satteldach und Dachreiter mit Turmhelm mit Laterne und hoher Spitze, von Eduard Rüber, 1835. | D-7-72-170-8  | Evangelisch-Lutherische Johanneskirche |
| Hauptstraße (Ecke Viktor-von-Scheffel-Straße) (Standort) | Wegkapelle                             | pilastergegliederter Rechteckbau mit halbrundem Schluss und Satteldach, Mitte 18. Jahrhundert; mit Ausstattung. | D-7-72-170-17 | weitere Bilder                         |
| Hauptstraße 18 (Standort)                                | Katholische Pfarrkirche St. Gallus     | Saalbau mit eingezogenem Chor und südlichem Turm mit Zwiebelhaube, im Kern spätromanisch, im 14. Jahrhundert erweitert, um 1440 erneuert, Langhausumgestaltung 1712, Chor 1768 umgestaltet, Turmoberteil 1747, Zwiebelhaube 1819; mit Ausstattung. | D-7-72-170-9  | weitere Bilder                         |
| Hauptstraße 50 (Standort)                                | Wegkapelle                             | neugotischer Rechteckbau mit Satteldach und Ecklisenen, um 1870. | D-7-72-170-11 | weitere Bilder                         |
| Hauptstraße 52 (Standort)                                | Bauernhaus                             | zweigeschossiger Satteldachbau, Anfang 19. Jahrhundert. | D-7-72-170-12 | Bauernhaus                             |
| Hauptstraße 56 (Standort)                                | Ehemaliges Gasthaus                    | zweigeschossiger Mittertennbau mit Satteldach, Giebelgesimsen und Putzgliederung, um 1800. | D-7-72-170-13 | weitere Bilder                         |
| Hauptstraße 70 (Standort)                                | Ehemaliges Benefiziatenhaus            | zweigeschossiger Satteldachbau mit Giebelgesimsen, Putzgliederungen und anschließender Tenne, 1792/93. | D-7-72-170-15 | weitere Bilder                         |
| Pfarrgasse 3 (Standort)                                  | Ehemaliger Pfarrstadel                 | Satteldachbau mit Giebelgesimsen, 1758, modernisiert. | D-7-72-170-18 | weitere Bilder                         |
| Untermeitinger Straße (Feld hinterm Dorf) (Standort)     | Wegkapelle                             | Rechteckbau mit Ecklisenen, Stichbogennische und Satteldach mit Firstaufsatz und umlaufendem Gesims, 2. Hälfte 19. Jahrhundert. | D-7-72-170-20 | weitere Bilder                         |
| Viktor-von-Scheffel-Straße (Standort)                    | Katholische Kapelle St. Leonhard       | Saalbau mit eingezogenem Chor und Dachreiter mit Zwiebelhaube, spätgotischer Bau, 1512, 1858 erneuert, Dachreiter 18. Jahrhundert, mit Ausstattung.                                                                                                | D-7-72-170-16 | weitere Bilder                         |
| Viktor-von-Scheffel-Straße 10 (Standort)                 | Kleinhaus                              | erdgeschossiger Satteldachbau mit verkröpften Gesimsstücken, um 1840. | D-7-72-170-21 | Kleinhaus                              |
| Viktor-von-Scheffel-Straße 65 (Standort)                 | Ehemaliges Bauernhaus                  | zweigeschossiger Satteldachbau mit Giebelgesimsen und stichbogiger Figurennische, im Kern 18. Jahrhundert. | D-7-72-170-22 | Ehemaliges Bauernhaus                  |

### Burghof
| Lage                          | Objekt      | Beschreibung                                               | Akten-Nr.     | Bild        |
| ----------------------------- | ----------- | ---------------------------------------------------------- | ------------- | ----------- |
| nördlich des Hofes (Standort) | Feldkapelle | Rechteckbau mit dreiseitigem Schluss und Satteldach, 1875. | D-7-72-170-23 | Feldkapelle |

### Gennach
| Lage                             | Objekt                                          | Beschreibung | Akten-Nr.     | Bild           |
| -------------------------------- | ----------------------------------------------- | --- | ------------- | -------------- |
| Langerringer Straße 3 (Standort) | Katholische Pfarrkirche St. Johannes der Täufer | Saalbau mit eingezogenem Chor und nördlichem Turm mit Zwiebelhaube, Renaissancebau von Jakob Aschberger, 1608/10, Turmerhöhung wohl durch Thomas Natter 1690–1700, Neueinrichtung 1885; mit Ausstattung. | D-7-72-170-25 | weitere Bilder |
| Langerringer Straße 4 (Standort) | Pfarrhaus                                       | zweigeschossiger Blankziegelbau mit Walmdach und befenstertem Kniestock, 1876. | D-7-72-170-35 | weitere Bilder |

### Schwabaich
| Lage                    | Objekt                           | Beschreibung | Akten-Nr.     | Bild           |
| ----------------------- | -------------------------------- | --- | ------------- | -------------- |
| Schwabaich 6 (Standort) | Katholische Kapelle Sankt Magnus | lisenengegliederter Rechteckbau mit eingezogenem, halbrundem Schluss und Dachreiter mit Spitzhelm, 1867; mit Ausstattung. | D-7-72-170-33 | weitere Bilder |

### Schwabmühlhausen
| Lage                      | Objekt                                                 | Beschreibung | Akten-Nr.     | Bild           |
| ------------------------- | ------------------------------------------------------ | --- | ------------- | -------------- |
| Bauernstraße 2 (Standort) | Stadel                                                 | Ständerbau mit Satteldach, Spundwänden und Kopfbändern, 18. Jahrhundert, teilweise erneuert. | D-7-72-170-26 | Stadel         |
| Bauernstraße 4 (Standort) | Wandfresko                                             | Wandfresko, Mantelspende des hl. Martin, 1759. | D-7-72-170-27 | weitere Bilder |
| Kirchberg 5 (Standort)    | Katholische Pfarrkirche St. Martin                     | Saalbau mit eingezogenem Chor und südlichem Turm mit Zwiebelhaube, barocker Neubau von Michael Stiller, 1758, Turmuntergeschoss 13. Jahrhundert, Turmoktogon 1719, Zwiebelhaube 1764; mit Ausstattung. | D-7-72-170-28 | weitere Bilder |
| Kirchberg 10 (Standort)   | Pfarrhaus                                              | zweigeschossiger Mittertennbau mit Satteldach, um 1730, Wirtschaftsteil modern verändert. | D-7-72-170-30 | weitere Bilder |
| Römerstraße 15 (Standort) | Katholische Kapelle St. Rochus, sogenannte Pestkapelle | Saalbau mit eingezogenem Chor, nördlichen und südlichen Anbauten und Dachreiter mit Zwiebelhaube, Langhaus im Kern um 1605, Chor und Anbauten von Michael Stiller, 1719; mit Ausstattung.              | D-7-72-170-31 | weitere Bilder |
| Singoldstraße (Standort)  | Wegkapelle                                             | Rechteckbau mit dreiseitigem Schluss, Satteldach und Putzgliederung, Mitte 19. Jahrhundert; mit Ausstattung.                                                                                           | D-7-72-170-32 | weitere Bilder |

### Westerringen
| Lage                  | Objekt                             | Beschreibung | Akten-Nr.     | Bild                               |
| --------------------- | ---------------------------------- | --- | ------------- | ---------------------------------- |
| Kirchweg 6 (Standort) | Katholische Filialkirche St. Vitus | Saalbau mit eingezogenem Chor und nördlichem Turm mit Spitzhelm, Neubau 1517, Turmoberteil durch Joseph Meitinger 1762, Sakristei Mitte 19. Jahrhundert, Spitzhelm wohl 1880; mit Ausstattung. | D-7-72-170-34 | Katholische Filialkirche St. Vitus |

## Abgegangene Baudenkmäler
In diesem Abschnitt sind Objekte aufgeführt, die früher einmal in der Denkmalliste eingetragen waren, jetzt aber nicht mehr existieren, z. B. weil sie abgebrochen wurden. Aktennummern in diesem Abschnitt sind ehemalige, jetzt nicht mehr gültige Aktennummern.

| Lage                                   | Objekt     | Beschreibung                                                                               | Akten-Nr.     | Bild       |
| -------------------------------------- | ---------- | ------------------------------------------------------------------------------------------ | ------------- | ---------- |
| Langerringen Hauptstraße 24 (Standort) | Bauernhaus | zweigeschossiger Mitterstallbau mit Satteldach und Giebelgesimsen, Anfang 19. Jahrhundert. | D-7-72-170-10 | Bauernhaus |